# Família do presidente do Brasil
A primeira-família do Brasil refere-se à família do presidente do país, que desempenha o papel de chefe de Estado e chefe de governo. Os membros dessa família incluem o presidente, a primeira-dama e os filhos que são fruto do casamento atual ou de uniões anteriores do chefe da Nação. Além disso, parentes próximos, como pais, netos, enteados e sogros, podem ser considerados membros da primeira família se residirem no Palácio da Alvorada.
O termo "primeira-família" foi adotado no Brasil, inspirado no estilo norte-americano. Nos Estados Unidos, esse termo é frequentemente utilizado pela mídia e, especialmente, pela imprensa da Casa Branca para se referir à família imediata do presidente. Essa terminologia destaca a importância e a visibilidade dos membros da família presidencial, reconhecendo não apenas o chefe de Estado, mas também aqueles que compartilham sua vida na residência oficial.

## Lista
| N.º | Fotografia | Família presidencial | Período do mandato                                                    | Presidente e primeira-dama Filhos                                                                                                | Notas                            |
| --- | ---------- | -------------------- | --------------------------------------------------------------------- | --- | -------------------------------- |
| 1   |            | Fonseca              | 15 de novembro de 1889 – 23 de novembro de 1891 (2 anos e 8 dias)     | Deodoro e Mariana da Fonseca | Sem filhos.                      |
| 2   |            | Peixoto              | 23 de novembro de 1891 – 15 de novembro de 1894 (2 anos e 357 dias)   | Floriano e Josina Peixoto Anna, José, Floriano Filho, Maria Thereza, José Floriano, Maria Amália, Maria Josina e Maria Anunciada | [ 4 ]                            |
| 3   |            | Morais               | 15 de novembro de 1894 – 15 de novembro de 1898 (4 anos)              | Prudente e Adelaide de Morais Barros José, Gustavo, Prudente Filho, Antônio, Maria Amélia, Carlota, Júlia e Paula                | [ nota 1 ] [ 5 ] [ 6 ]           |
| 4   |            | Campos Salles        | 15 de novembro de 1898 – 15 de novembro de 1902 (4 anos)              | Manuel e Anna Gabriela de Campos Salles Helena, Leonor, Sofia e Paulo                                                            | [ nota 2 ] [ 7 ] [ 8 ]           |
| 5   |            | Rodrigues Alves      | 15 de novembro de 1902 – 15 de novembro de 1906 (4 anos)              | Rodrigues Alves Rodrigues Alves Filho, Ana, Maria, Oscar, José, Celina, Zaíra e Isabel                                           | [ nota 3 ] [ 9 ]                 |
| 6   |            | Pena                 | 15 de novembro de 1906 – 14 de junho de 1909 (2 anos e 211 dias)      | Afonso e Guilhermina Pena Maria da Conceição, Afonso Júnior, Otávio, Álvaro, Salvador, Alexandre, Regina, Dora e Olga            | [ nota 4 ] [ 10 ]                |
| 7   |            | Peçanha              | 14 de junho de 1909 – 15 de novembro de 1910 (1 ano e 154 dias)       | Nilo e Anita Peçanha | [ nota 5 ] [ 11 ] [ 12 ]         |
| 8   |            | Fonseca              | 15 de novembro de 1910 – 15 de novembro de 1914 (4 anos)              | Hermes e Orsina da Fonseca Euclydes, Mário Ernesto, Leônidas, Manuel Deodoro e Hermes Filho                                      | [ nota 6 ]                       |
| 8   |            | Fonseca              | 15 de novembro de 1910 – 15 de novembro de 1914 (4 anos)              | Hermes e Nair de Teffé | Sem filhos.                      |
| 9   |            | Pereira Gomes        | 15 de novembro de 1914 – 15 de novembro de 1918 (4 anos)              | Venceslau Brás e Maria Pereira Gomes José, Odete, Francisco, João, Mário, Maria Isabel e Maria de Lourdes                        | [ 13 ]                           |
| 10  |            | Moreira              | 15 de novembro de 1918 – 28 de julho de 1919 (255 dias)               | Delfim e Francisca Moreira Antônio, Antonieta, Delfim Júnior, Alzira, Aída e Maria Anunciada                                     |                                  |
| 11  |            | Pessoa               | 28 de julho de 1919 – 15 de novembro de 1922 (3 anos e 110 dias)      | Epitácio e Mary Pessoa Laura, Angelina e Helena                                                                                  | [ 14 ]                           |
| 12  |            | Bernardes            | 15 de novembro de 1922 – 15 de novembro de 1926 (4 anos)              | Artur e Clélia Bernardes Clélia, Artur Filho, Maria da Conceição, Rita, Geraldo e Maria de Pompéia                               | [ nota 7 ] [ 15 ]                |
| 13  |            | Pereira de Souza     | 15 de novembro de 1926 – 24 de outubro de 1930 (3 anos e 343 dias)    | Washington Luís e Sophia Pereira de Souza Florinda, Rafael Luís, Caio Luís e Vítor Luís                                          | [ 16 ]                           |
| 14  |            | Vargas               | 3 de novembro de 1930 – 29 de outubro de 1945 (14 anos e 360 dias)    | Getúlio e Darcy Vargas Lutero, Jandira, Alzira, Manuel Antônio e Getúlio Filho                                                   | [ nota 8 ] [ 17 ]                |
| 15  |            | Linhares             | 29 de outubro de 1945 – 31 de janeiro de 1946 (94 dias)               | José e Luzia Linhares Amaro, José Carlos e Léa                                                                                   |                                  |
| 16  |            | Dutra                | 31 de janeiro de 1946 – 31 de janeiro de 1951 (5 anos)                | Eurico e Carmela Dutra Carmelita, José, Antônio e Emília                                                                         | [ nota 9 ] [ 18 ] [ 19 ]         |
| 17  |            | Vargas               | 31 de janeiro de 1951 – 24 de agosto de 1954 (3 anos e 205 dias)      | Getúlio e Darcy Vargas Lutero, Jandira, Alzira e Manuel Antônio                                                                  | [ nota 8 ] [ 17 ]                |
| 18  |            | Café                 | 24 de agosto de 1954 – 8 de novembro de 1955 (1 ano e 76 dias)        | João e Jandira Café Eduardo | [ 20 ]                           |
| 19  |            | Luz                  | 8 de novembro de 1955 – 11 de novembro de 1955 (3 dias)               | Carlos e Graciema da Luz Rui, Augusta, Beatriz e Fernando                                                                        | [ nota 10 ]                      |
| 20  |            | Ramos                | 11 de novembro de 1955 – 31 de janeiro de 1956 (81 dias)              | Nereu e Beatriz Ramos Olga, Nereu Filho, Murilo e Rubens                                                                         | [ 21 ]                           |
| 21  |            | Kubitschek           | 31 de janeiro de 1956 – 31 de janeiro de 1961 (5 anos)                | Juscelino e Sarah Kubitschek Márcia e Maria Estela                                                                               | [ 22 ]                           |
| 22  |            | Quadros              | 31 de janeiro de 1961 – 25 de agosto de 1961 (206 dias)               | Jânio e Eloá Quadros Dirce Maria                                                                                                 | [ 23 ]                           |
| 23  |            | Mazzilli             | 25 de agosto de 1961 – 7 de setembro de 1961 (13 dias)                | Ranieri e Sylvia Mazzilli Maria Lúcia, Luiz Guilherme e Luiz Henrique                                                            | [ 24 ]                           |
| 24  |            | Goulart              | 7 de setembro de 1961 – 2 de abril de 1964 (2 anos e 208 dias)        | João e Maria Thereza Goulart João Vicente e Denise                                                                               | [ 25 ]                           |
| 25  |            | Mazzilli             | 2 de abril de 1964 – 15 de abril de 1964 (13 dias)                    | Ranieri e Sylvia Mazzilli Maria Lúcia, Luiz Guilherme e Luiz Henrique                                                            | [ 24 ]                           |
| 26  |            | Castelo Branco       | 15 de abril de 1964 – 15 de março de 1967 (2 anos e 334 dias)         | Humberto Castelo Branco Paulo e Antonietta                                                                                       | [ nota 11 ] [ 26 ] [ 27 ]        |
| 27  |            | Costa e Silva        | 15 de março de 1967 – 31 de agosto de 1969 (2 anos e 169 dias)        | Artur e Yolanda Costa e Silva Alcio                                                                                              | [ 28 ]                           |
| 28  |            | Médici               | 30 de outubro de 1969 – 15 de março de 1974 (4 anos e 136 dias)       | Emílio e Scylla Médici Sérgio e Roberto                                                                                          | [ 29 ]                           |
| 29  |            | Geisel               | 15 de março de 1974 – 15 de março de 1979 (5 anos)                    | Ernesto e Lucy Geisel Amália Lucy                                                                                                | [ nota 12 ] [ 30 ]               |
| 30  |            | Figueiredo           | 15 de março de 1979 – 15 de março de 1985 (6 anos)                    | João e Dulce Figueiredo Paulo Renato e João Figueiredo Filho                                                                     |                                  |
| 31  |            | Sarney               | 15 de março de 1985 – 15 de março de 1990 (5 anos)                    | José e Marly Sarney Roseana, Fernando e Sarney Filho                                                                             | [ 31 ]                           |
| 32  |            | Collor               | 15 de março de 1990 – 29 de dezembro de 1992 (2 anos e 289 dias)      | Fernando e Rosane Collor Arnon Afonso e Pedro Joaquim                                                                            | [ nota 13 ] [ 32 ]               |
| 33  |            | Franco               | 29 de dezembro de 1992 – 1 de janeiro de 1995 (2 anos e 3 dias)       | Itamar Franco Georgiana e Luciana                                                                                                | [ nota 14 ] [ 33 ]               |
| 34  |            | Cardoso              | 1 de janeiro de 1995 – 1 de janeiro de 2003 (8 anos)                  | Fernando Henrique e Ruth Cardoso Paulo Henrique, Luciana e Beatriz                                                               | [ 34 ]                           |
| 35  |            | Lula da Silva        | 1 de janeiro de 2003 – 1 de janeiro de 2011 (8 anos)                  | Luiz Inácio e Marisa Letícia Lula da Silva Marcos Cláudio, Lurian, Fábio Luís, Sandro Luís e Luís Cláudio                        | [ nota 15 ] [ 35 ] [ 36 ]        |
| 36  |            | Rousseff             | 1 de janeiro de 2011 – 31 de agosto de 2016 (5 anos e 243 dias)       | Dilma Rousseff Paula Rousseff | [ nota 16 ] [ 37 ] [ 38 ]        |
| 37  |            | Temer                | 31 de agosto de 2016 – 1 de janeiro de 2019 (2 anos e 123 dias)       | Michel e Marcela Temer Luciana, Maristela, Clarissa, Eduardo e Michel Filho                                                      | [ nota 17 ] [ 39 ] [ 40 ] [ 41 ] |
| 38  |            | Bolsonaro            | 1 de janeiro de 2019 – 1 de janeiro de 2023 (4 anos)                  | Jair e Michelle Bolsonaro Flávio, Carlos, Eduardo, Renan e Laura                                                                 | [ nota 18 ] [ 42 ] [ 43 ] [ 44 ] |
| 39  |            | Lula da Silva        | 1 de janeiro de 2023 – em exercício (2 anos e 114 dias até o momento) | Luiz Inácio e Rosângela Lula da Silva Marcos Cláudio, Lurian, Fábio Luís, Sandro Luís e Luís Cláudio                             | [ nota 19 ]                      |